# Mono Band
Mono Band (с 2007 года — Arkitekt) — ирландская инди-рок-группа, проект гитариста The Cranberries Ноэла Хогана.

## История
После того, как в 2003 году The Cranberries заявили о временной приостановке творческой деятельности, Ноэл Хоган приступил к сольной карьере. На специально созданном веб-сайте он объявил конкурс среди фанатов на лучшее имя будущего проекта. Победителем стало название «Mono Band».
20 мая 2005 года на лейбле Gohan вышел одноименный диск. В записи принимали участие такие музыканты, как Ричард Уолтерс (Richard Walters), Александра Хэмнид (Alexandra Hamnede), Кейт Хавневик (Kate Havnevik), Николас Леруа (Nicolas Leroux), Фин Чемберс (Fin Chambers), Энджи Харт (Angie Heart), Сонейм Янгчен (Soname Yangchen). В поддержку альбома было выпущено три промосингла: «Waves», «Run Wild» и «Brighter Sky».

## Состав
Постоянными участниками группы являлись Ноэл Хоган (гитары, клавишные инструменты) и Ричард Уолтерс (вокал).

## Arkitekt
В июне 2007 года Ноэл объявил, что его совместный с Ричардом Уолтерсом проект теперь будет носить название «Arkitekt». У группы уже готовы несколько песен для второго альбома. В августе 2007 года выходит первый EP Arkitekt, который получил название «Black Hair».
Отличительными чертами звучания коллектива являются мелодичность, смешение электронного и гитарного звука, а также вкрапления этнических элементов.

## Дискография

### Mono Band
Студийные альбомы
- «Mono Band» (2005)

EP
- «Mono Band [EP]» (20 мая 2005)
- «Remixes [EP]» (20 мая 2005)

Синглы
- «Waves» (май 2005)
- «Run Wild» (сентябрь 2005)

### Arkitekt
EP
- «Black Hair [EP]» (2007)
- «14 Days [EP]» (2009)